# Archichauliodes simpsoni
Archichauliodes simpsoni är en insektsart som beskrevs av Günther Theischinger 1983. Archichauliodes simpsoni ingår i släktet Archichauliodes och familjen Corydalidae. Inga underarter finns listade i Catalogue of Life.